# U-466
El submarí alemany U-466 va ser un submarí tipus VIIC construït per a la Kriegsmarine de l'Alemanya nazi per al servei durant la Segona Guerra Mundial. Va ser enfonsat al mar el 19 d'agost de 1944.
Se li va col·locar la quilla el 24 de maig de 1941 per B Deutsche Werke AG a Kiel com a número de drassana 297, avarat el 30 de març de 1942 i assignat el 17 de juny de 1942 sota el comandament Kapitänleutnant Gerhard Thäter, que va romandre amb ell durant la resta de la seva carrera. L'U-466 portava un emblema de "cor i esclat de sol" a la seva torre de comandament.
Va començar la seva vida útil a la 5a Flotilla d'U-boat, una unitat d'entrenament, abans de passar a la 3a i a la 29a flotilles per a tasques operatives.
L'U-466 va realitzar cinc patrulles de guerra, passant un total de 182 dies al mar, sense cap vaixell enfonsat ni danyat. Va participar en sis llopades.

## Disseny
Els submarins alemanys de tipus VIIC van ser precedits pels submarins de tipus VIIB més curts. L'U-466 tenia un desplaçament de 769 tones (757 tones llargues) quan estava a la superfície i de 871 tones (857 tones llargues) mentre estava submergit. Tenia una longitud total de 67,10 m (220 peus 2 polzades), una longitud del casc a pressió de 50,50 m (165 peus 8 polzades), una mànega de 6,20 m (20 peus 4 polzades), una alçada de 9,60 m (31 peus 6 polzades) i un calat de 4,74 m (15 peus 7 polzades). El submarí estava propulsat per dos motors dièsel sobrealimentats de sis cilindres i quatre temps Germaniawerft F46, produint un total de 2.800 a 3.200 cavalls de potència (2.060 a 2.350 kW; 2.760 a 3.160 shp) per al seu ús a la superfície, dos motors elèctrics de doble efecte GU 343/38–8 Siemens-Schuckert que produïen un total de 750 cavalls de potència (75500 kW); shp) per utilitzar-lo submergit. Tenia dos eixos i dues hèlixs d'1,23 m (4 peus). El vaixell era capaç d'operar a profunditats de fins a 230 metres (750 peus).
El submarí tenia una velocitat màxima en superfície de 17,7 nusos (32,8 km/h; 20,4 mph) i una velocitat màxima submergida de 7,6 nusos (14,1 km/h; 8,7 mph). Quan estava submergit, el vaixell podia operar durant 80 milles nàutiques (150 km; 92 milles) a 4 nusos (7,4 km/h; 4,6 mph); mentre que a la superfície podia viatjar 8.500 milles nàutiques (15.700 km; 9.800 milles) a 10 nusos (19 km/h; 12 mph).
L'U-466 estava equipat amb cinc tubs de torpedes de 53,3 cm (21 polzades) (quatre muntats a la proa i un a la popa), catorze torpedes, un canó naval SK C/35 de 8,8cm (3,46 polzades), 220 projectils i un canó antiaeri C/30 de 2 cm (0,79 polzades). El vaixell tenia una tripulació de d'entre 44 i 60 oficials i mariners.

## Historial de servei

### Primera i segona patrulles
El submarí va sortir de Kiel per a la seva primera patrulla el 12 de gener de 1943. Va fer el seu camí cap a l'Atlàntic des de Kiel a través de l'anomenada bretxa de les Feroe, el tram d'aigua entre Islàndia i les illes Feroe. Va arribar a La Pallice a la França ocupada a través d'un lloc al sud-est de Groenlàndia el 29.
La seva segona sortida també la va portar a l'Atlàntic mitjà. Va sortir de La Pallice el 17 d'abril de 1943 i va tornar al mateix lloc el 26 de maig després de 40 dies al mar.

### Tercera i quarta patrulles
La seva tercera incursió la va portar a un punt de Surinam a Amèrica del Sud. Va ser atacat sense èxit pels avions nord-americans B-18 'Bolo' i B-24 Liberator el 23 de juliol de 1943. Un dia després, va ser atacat per un B-24 que va llançar cinc càrregues de profunditat. Aquesta vegada el vaixell va patir danys. Cinc homes van resultar ferits, inclòs el primer oficial.
La quarta patrulla de l'embarcació es va interrompre quan va resultar molt danyada després d'un atac de vaixells d'escorta del comboi MKS 29. El submarí va tornar a la seva base francesa el 19 de novembre de 1943 després de només 35 dies fora.

### Cinquena patrulla
La seva cinquena patrulla va implicar el pas del submarí a Toló, al sud de França. Aquest viatge va incloure el pas a través de l'estret de Gibraltar, fortament defensat. Va passar la Roca el 22 de març de 1944 i va arribar a Toló el 30, després d'haver estat atacada pel submarí britànic HMS Uproar. La nau britànica va disparar quatre torpedes contra l'U-boat; tots van faltar.

### Pèrdua
L'U-466 va resultar greument danyat en una incursió de les Forces Aèries de l'Exèrcit dels Estats Units a Toló. Com a resultat, va ser barrinat el 19 d'agost de 1944 després de la invasió aliada del sud de França (operació Dragoon). Va ser l'últim submarí que va ser enfonsat al Mediterrani.

### Llopades
L'U-466 va participar en deu llopades:
- Haudegen (26 – 29 de gener de 1943)
- Amsel (22 d'abril – 3 de maig de 1943)
- Amsel 4 (3 – 6 de maig de 1943)
- Rhein (7 – 10 de maig de 1943)
- Elbe 2 (10 – 13 de maig de 1943)
- Schill (25 d'octubre – 10 de novembre de 1943)